# Katastrofa lotu Iberia 610
Katastrofa lotu Iberia 610 – katastrofa lotnicza, która wydarzyła się 19 lutego 1985 roku na górze Oiz w prowincji Bizkaia w Hiszpanii. Boeing 727 linii Iberia uderzył w górę lądując na lotnisku w Bilbao. Zginęli wszyscy obecni na pokładzie – 141 pasażerów oraz 7 członków załogi.

## Samolot
Samolotem, który uległ katastrofie, był 5-letni Boeing 727-256 należący do narodowych linii lotniczych Hiszpanii Iberia. Posiadał numery rejestracyjne EC-DDU. W momencie wypadku wylatał 13 408 godzin.

## Przebieg wypadku
Samolot wystartował z portu lotniczego Madryt-Barajas o 8:47 czasu lokalnego. Według planu samolot miał wylądować w Bilbao o 9:35. Załoga rozpoczęła zniżanie z poziomu 26 000 stóp o 9:09. Załoga otrzymała zgodę na dalsze zniżanie do lądowania na pasie startowym nr 30. Piloci zgłosili poziom 7000 stóp o 9:22. Na wysokości 3400 stóp włączył się alarm informujący o bliskości ziemi. Boeing z prędkością 385 km/h uderzył lewym skrzydłem o antenę telewizji Euskal Telebistarues. W wyniku zderzenia skrzydło oderwało się od kadłuba, a samolot przechylił się na lewą stronę i rozbił o gęsto zalesione zbocze góry Oiz. Nikt na pokładzie maszyny nie przeżył katastrofy. Tragedia wydarzyła się 25 kilometrów od lotniska w Bilbao.

## Przyczyny
Przyczyną katastrofy było zejście poniżej minimalnej bezwzględnej wysokości zniżania, prawdopodobnie ze względu na błędną interpretację alarmu ostrzegania o bliskości ziemi oraz błędne odczytanie wysokości.